# ماتياس فابر
ماتياس فابر (بالسلوفاكية: Matej Faber)‏ هو كاهن كاثوليكي وكاتب سلوفاكي، ولد في 24 فبراير 1586 في Altomünster ‏ في ألمانيا، وتوفي في 26 أبريل 1653 في ترنافا في سلوفاكيا.